# Antiga creu de terme d'Olesa
L'Antiga creu de terme d'Olesa és una creu de treme d'Olesa de Bonesvalls (Garraf) que estava situada al camí de la Pedrosa i actualment està davant de l'església de Santa Maria de l'Hospital, a l'antic Hospital de Cervelló.

## Descripció
Per la factura, podria tractar-se d'un element del segle XVI. És una creu de tres braços iguals, formant el peu el quart braç. Els braços havien tingut una decoració tallada al voltant que està força malmesa. A la part central d'una de les cares i ha una ma oberta i a l'altre hi ha una creu. Està situada sobre un peu de secció circular també de pedra.

## Història
Aquesta creu sembla la més antiga que es conserva al municipi i podria ser una de les que es guardava a la rectoria poc després de la Guerra Civil. Segons explica Mn. Misser, als baixos de la rectoria i a l'era d'en Milà hi havia dues creus els anys 1950. Després de la Guerra, en època de Mn. Laureà Guibernau, una de les creus (la creu de terme d'Olesa) es va posar a la plaça pública i l'altra creu es posà al cementiri. Tot i que no hi ha total certesa, aquesta podria ser la creu que hi havia al Pla de la Creu i que van derrocar a trets durant la Guerra de la Independència (1808-1812) essent substituïda per una altra. Es creu que en època de Mn. Pasqual, quan va caure aquesta antiga creu en posar un envelat, el capellà va manar esculpir una de nova que és la que ara encara hi ha al poble, mentre aquesta es va guardar a la rectoria de la parròquia. Posteriorment, amb la Guerra, va desaparèixer.
Fa uns anys, el Sr Saumell va trobar aquesta creu colgada i tapada amb vegetació a la seva finca, al camí d'Olesa a la Pedrosa.  Ara és davant de l'església de Santa Maria de l'Hospital.